# Intossicazione alimentare
Con intossicazione alimentare si definisce una serie di disturbi gastrointestinali e della salute causati dall'ingestione di tossine presenti in alimenti o prodotte da batteri, virus o parassiti patogeni.
I sintomi di un'intossicazione alimentare comprendono nausea, indigestione, diarrea, dolori addominali, febbre, vomito e malessere generalmente diffuso in tutto il corpo; può durare diversi giorni.
Si distinguono quattro tipologie di intossicazione alimentare: quella dovuta a tossine vegetali e animali, quella causata da tossine di origine chimica (farmaci, pesticidi, metalli, additivi), quella da tossine di microrganismi (batteri, virus, parassiti, muffe) e quella di tossine derivanti dalla decomposizione degli alimenti.